# Джузеппе де Нотаріс
Джузеппе де Нотаріс (італ. Giuseppe de Notaris 1805–1877) — італійський ботанік і міколог. Автор описання нових таксонів.

## Біографія
Джузеппе де Нотаріс народився 18 квітня 1805 року в Мілані в сім'ї Антоніо і Терези Терелло. Навчався в Мілані, у 1830 році закінчив Павійський університет. Протягом короткого часу після закінчення університету Нотаріс працював лікарем в Мілані. У 1832 році він став працювати разом зі своїм другом Бальзамо Кривеллі в середній школі святого Олександра в Мілані. Нотаріс здійснив кілька поїздок, під час яких він збирав зразки мохів. Описи видів, окреслених Нотарісом, наведені в книзі Synopsis Muscorum in agro Mediolanensi hucusque lectorum, виданій у 1833 році. У тому ж році Джузеппе разом з Кривеллі видав книгу Musci Mediolanenses collecti et editi. У 1834 році Нотаріс і ботаніки Г. Кунце і М. Райнером мандрували по горах Верони і Віченци. Потім Джузеппе деякий час працював асистентом в зоологічному музеї Туринського університету. У 1836 році він став асистентом Джузеппе Моріса в ботанічних садах Валентино в Турині. Потім Моріс і Нотаріс відвідали острів Капрая, і за результатами експедиції в 1839 році видали статтю Florula Caprariae. У 1837 році Нотаріс подорожував по Сардинії. У 1839 році він змінив на посту професора ботаніки Генуезького університету Доменіко Вівіані. 27 грудня 1863 року Нотаріс став ректором Університету Генуї. У 1871 році він став працювати в Римському університеті. У 1870 році Джузеппе отримав медаль Демаз'єра від Паризької академії наук. Джузеппе де Нотаріс помер 22 січня 1877 року в Римі .

## Деякі наукові роботи Д. де Нотаріса
- Muscologiae italicae spicilegium (1837)
- Syllabus muscorum (1838)
- Micromycetes italici novi vel minus cogniti (1839—1855)
- Algologiae maris ligustici specimen (1842)
- Cenno sulla tribu de 'pirenomiceti sferiacei (1844)
- Repertorium florae ligusticae (1844)
- Abrothallus (1845)
- Framenti licenografici (1846)
- Nuovi caratteri di alcuni generi della tribu delle Parmeliaceae (1847)
- Saggio della monographia del genere Discosia (1849)
- Monografia delle escipule della flora italica (1849)
- Osservazioni sulla tribu 'delle Peltigeree (1851)
- Osservazioni sul genere Sticta (1851)
- Musci italici (1 862)
- Sferiacei italici (1863)
- Proposte di alcune rettificazioni al profilo di Descimiceti (1864)
- Elementi per lo studio delle Desmidiaceae italiche (1867)
- Epilogo della briologia italiana (1869)

## Епоніми
- Denotarisia
- Notarisia Hampe, 1837 [syn.  Ptychomitrium]
- Notarisia Pestal. ex Ces., 1856
- Nectriella Sacc., 1883 [syn.  Pseudonectria]
- Acolium notarisii Tul., 1852 [syn.  Cyphelium notarisii]
- Bryum notarisii Mitt., 1864 [syn.  Brachymenium notarisii]
- Clypeosphaeria notarisii
- Holcus notarisii
- Sphaerocarpos notarisii Mont., 1838 [syn.  Riella notarisii]